# Kervelplatlijfje
Het kervelplatlijfje (Depressaria chaerophylli) is een vlinder uit de familie van de grasmineermotten (Elachistidae). De wetenschappelijke naam werd in 1839 gepubliceerd door Philipp Christoph Zellerr.
De soort komt voor in Europa.